# BBC 요크셔 링컨셔
BBC 요크셔 링컨셔 (BBC Yorkshire and Lincolnshire), 약칭 'BBC 요크스 링크스' (BBC Yorks & Lincs)는 BBC의 잉글랜드 지역방송 중 하나로 킹스턴어폰헐에 본부를 두고 있다. 옛 BBC 노스 (지금의 BBC 요크셔)에서 분리 설치되었다. 제1송신소는 벨몬트 송신소이며, 이스트요크셔 주, 링컨셔 주, 노퍽 주를 관할지역으로 두고 있다.

## 방송

### 텔레비전
BBC 요크셔 링컨셔의 자체방송으로는 대표 뉴스프로그램인 《룩 노스》와 화제집중 프로그램 《인사이드 아웃》, 정치프로그램 《선데이 폴리틱스》의 12분 분량의 자체방송이 있다. 이밖에도 심야 축구 프로그램인 《레이트 킥 오프》를 BBC 요크셔와 공동 방송하며, BBC 요크셔 리즈 스튜디오의 PDI 미디어에서 제작한 《슈퍼 리그 쇼》를 BBC 노스웨스트, BBC 노스이스트 컴브리아와 공동 방송한다.

### 라디오
BBC 요크셔 링컨셔는 BBC 라디오 험버사이드와 BBC 라디오 링컨셔 등의 지역 라디오 방송을 총괄한다. 두 지역방송 모두 양 방송국과의 공동방송 프로그램을 편성하며, BBC 요크셔, BBC 라디오 5 라이브와도 공동방송 프로그램을 진행한다.

### 온라인
BBC 요크셔 링컨셔는 BBC 레드 버튼과 BBC 로컬 뉴스를 통해 지역 뉴스와 지역 라디오판을 제공한다.

## 역사
2001년 10월 BBC의 '헐 투자 프로젝트' 발표와 함께, 기존에 BBC 노스 차원에서 내보내던 뉴스 프로인 《룩 노스》에서 요크셔 링컨셔의 지역소식을 담은 7분짜리 자체방송을 벨개시하게 되었다. 이와 동시에 송신소도 리즈에서 벨몬트로 옮기게 되었으며, 진행자도 클레어 프리스비가 따로 맡았다. 또 10시 뉴스 후반부에서도 지역 단신을 내보냈다. 2002년 11월 11일부터는 《룩 노스》가 요크셔 링컨셔 지역방송으로 완전 개편되어, 피터 레비와 헬렌 포스페로가 진행하게 되었다. 2004년 4월에는 새로운 스튜디오로 자리를 옮겼으며 이를 기점으로 BBC 요크셔 링컨셔가 공식 개국하였다.
BBC 요크셔 링컨셔의 초대 지역프로그램 부장 (HRLP)은 헬런 토마스로 2004년 3월에 취임하였다. 2006년 11월에는 헬런 토마스가 BBC 요크셔의 지역프로그램부장으로 임명되어 리즈로 발령이 나면서, 캐서린 히언이 신임 부장으로 취임하였다. 이후 캐서린도 2007년 1월 BBC 웨스트 미들랜즈로 자리를 옮겼다.

## 스튜디오

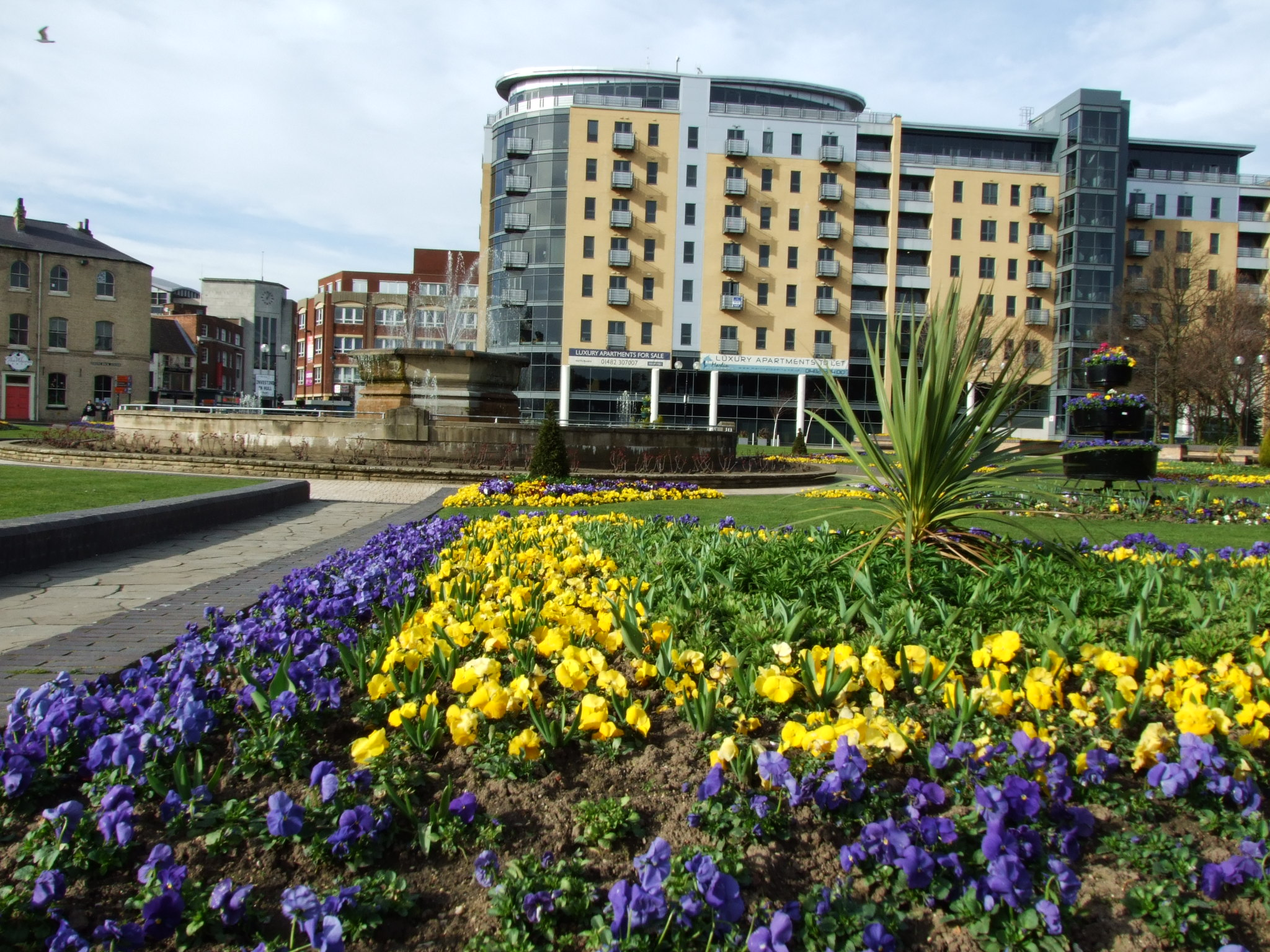
BBC 요크셔 링컨셔의 헐 본부

BBC 요크셔 링컨셔의 초대 스튜디오는 킹스턴어폰헐의 채플 스트리트 9번지 우체국 건물 윗층에 자리한 스튜디오로 2001년 자체방송 스튜디오로 사용하기 시작하였다. 처음에는 스튜디오 규모도 크지 않고 인력도 적었기에 별다른 문제가 되지 않았지만, 2002년 11월 자체 프로그램을 편성하면서부터는 제작 공간이 부족하게 되었다. 특히 데스크를 둔 방이 한 곳밖에 없어, 날씨방송 같은 대표 프로그램도 스튜디오 내 아무 곳에서나 진행하여 스크린에 띄울 정도로 협소했다.
2004년에는 지역국 분리신설과 함께 마침내 새로운 스튜디오 단지가 퀸스가든스에 문을 열었다. 새 스튜디오의 완공으로 《룩 노스》를 진행할 수 있는 중앙뉴스룸과 BBC 라디오 험버사이드 프로그램을 진행하는 라디오 스튜디오까지 방송시설 확대가 가능해졌다.
이밖에 BBC 요크셔 링컨셔는 링컨 시에 보도국을 두고 있다.

## 같이 보기
- BBC 잉글리시 리전스